# Solniki (powiat bielski)
Solniki – wieś w Polsce położona w województwie podlaskim, w powiecie bielskim, w gminie Boćki. Leży nad rzeką Leśną.
W latach 1975–1998 miejscowość należała administracyjnie do województwa białostockiego.
Wierni kościoła rzymskokatolickiego należą do parafii Matki Bożej Wspomożenia Wiernych w Klichach.